# Tre komedier
Tre komedier är en novellsamling av Anne Charlotte Leffler, innehållande komedierna Den kärleken!, Familjelycka och Moster Malvina. Samlingen utgavs 1891.

### Fotnoter
1. ↑  ”Tre komedier”. Libris.kb.se. http://libris.kb.se/bib/1205385. Läst 25 november 2012.